# Галіна (Меріленд)
Галіна (англ. Galena) — місто (англ. town) в США, в окрузі Кент штату Меріленд. Населення — 539 осіб (2020).

## Географія
Галіна розташована за координатами 39°20′33″ пн. ш. 75°52′43″ зх. д. / 39.34250° пн. ш. 75.87861° зх. д. (39.342568, -75.878655).  За даними Бюро перепису населення США в 2010 році місто мало площу 0,93 км², уся площа — суходіл.

## Демографія
Згідно з переписом 2010 року, у місті мешкало 612 осіб у 271 домогосподарстві у складі 169 родин. Густота населення становила 655 осіб/км².  Було 284 помешкання (304/км²).
Расовий склад населення:
| - 91,3 % — білих - 2,3 % — чорних або афроамериканців - 0,3 % — азіатів - 0,2 % — корінних американців - 3,9 % — осіб інших рас |

До двох чи більше рас належало 2,0 %. Частка іспаномовних становила 6,0 % від усіх жителів.
За віковим діапазоном населення розподілялося таким чином: 20,1 % — особи молодші 18 років, 59,1 % — особи у віці 18—64 років, 20,8 % — особи у віці 65 років та старші. Медіана віку мешканця становила 45,1 року. На 100 осіб жіночої статі у місті припадало 90,7 чоловіків;  на 100 жінок у віці від 18 років та старших — 84,5 чоловіків також старших 18 років.
Середній дохід на одне домашнє господарство  становив 69 967 доларів США (медіана — 64 500), а середній дохід на одну сім'ю — 85 419 доларів (медіана — 83 542). Медіана доходів становила 49 750 доларів для чоловіків та 46 033 долари для жінок. За межею бідності перебувало 6,4 % осіб, у тому числі 2,2 % дітей у віці до 18 років та 12,6 % осіб у віці 65 років та старших.
Цивільне працевлаштоване населення становило 410 осіб. Основні галузі зайнятості: освіта, охорона здоров'я та соціальна допомога — 24,1 %, роздрібна торгівля — 15,1 %, публічна адміністрація — 11,7 %, мистецтво, розваги та відпочинок — 9,3 %.